# Pieter van Borselen
Pieter van Borselen (Leiden, 31 augustus 1802 - Den Haag, 26 december 1873) was een Nederlands kunstschilder, tekenaar en lithograaf.
Pieter van Borselen was een zoon van de Leidse winkelier Jan Willem van Borselen en Maria Monteau. Hij trouwde in Gouda op 13 april 1825 met Cornelia van den Ing. Van beroep was Van Borselen onderwijzer (van circa 1825 tot circa 1850) in Gouda en daarna in Den Haag. In de laatstgenoemde plaats werd hij vervolgens directeur van het Waalse weeshuis.
Van Borselen schilderde met name landschappen en stadsgezichten. Hij was de leermeester van zijn zoon Jan Willem van Borselen, die evenals zijn vader kunstschilder werd.

## Enkele werken
- Winterlandschap met schaatsers en een koek-en-zopie kraam (olieverf op linnen)
- Schepen op de Nieuwe Maas bij Rotterdam